# Podmedenik
Podmedenik (en serbe cyrillique : Подмеденик) est un village de Bosnie-Herzégovine. Il est situé sur le territoire de la ville d'Istočno Sarajevo, dans la municipalité de Pale et dans la république serbe de Bosnie. Selon les premiers résultats du recensement bosnien de 2013, il ne compte plus aucun habitant.

## Démographie

### Évolution historique de la population dans la localité
| 1948 | 1953 | 1961 | 1971 | 1981 | 1991 | 2013 |
| ---- | ---- | ---- | ---- | ---- | ---- | ---- |
| -    | -    | 131  | 58   | 30   | 17   | 0    |

|  |

### Répartition de la population par nationalités (1991)
En 1991, les 17 habitants du village étaient tous serbes.